# Campionatul Mondial al Cluburilor FIFA 2010
Campionatul Mondial al Cluburilor FIFA 2010 a fost un turneu fotbalistic care a avut loc de pe 8 până pe 18 decembrie 2010. A fost cea de-a șaptea ediție a Campionatului Mondial al Cluburilor FIFA și a fost găzduit de Emiratele Arabe Unite. Alte țări care au dorit organizarea turneului sunt: Australia și Japonia. Portugalia dorea și ea să organizeze turneul, dar mai târziu s-a retras. La acest turneu pentru prima oară de la înființarea competiției o echipă din afara Europei sau a Americii de Sud a ajuns în finală după ce TP Mazembe din RD Congo a învins Internacional din Brazilia cu 2-0.
Internazionale a câștigat titlul după ce a învins în finală pe TP Mazembe cu 3-0. A fost cel de-al treilea titlu câștigat de Inter după ce a mai câștigat fosta competiție, Cupa Intercontinentală, de două ori în 1964 și în 1965.

## Echipe calificate
| Echipa                        | Asociație | Calificare                                      |
| ----------------------------- | --------- | ----------------------------------------------- |
| Intră în semifinale           |           |                                                 |
| Internacional                 | CONMEBOL  | Câștigătoarea Copa Libertadores 2010            |
| Internazionale                | UEFA      | Câștigătoarea UEFA Champions League 2009–10     |
| Intră în sferturi             |           |                                                 |
| Seongnam Ilhwa Chunma         | AFC       | Câștigătoarea AFC Champions League 2010         |
| TP Mazembe                    | CAF       | Câștigătoarea CAF Champions League 2010         |
| Pachuca                       | CONCACAF  | Câștigătoarea CONCACAF Champions League 2009–10 |
| 'Intră în runda de calificare |           |                                                 |
| Hekari United                 | OFC       | Câștigătoarea OFC Champions League 2009–10      |
| Al-Wahda                      | Gazda     | Câștigătoarea UAE Premier League 2009–10        |

## Stadioane
Abu Dhabi este singurul oraș care servește ca gazdă pentru Campionatul Mondial al Cluburilor FIFA 2010.
| Stadionul Mohammed Bin Zayed                            | Zayed Sports City                                       |
| 24°27′09.95″N 54°23′31.27″E / 24.4527639°N 54.3920194°E | 24°24′57.92″N 54°27′12.93″E / 24.4160889°N 54.4535917°E |
| Capacitate: 42.056                                      | Capacitate: 49.500                                      |
|                                                         |                                                         |
| Abu Dhabi (MBZ) Abu Dhabi (ZSC)                         |                                                         |

## Meciuri
O extragere a avut loc pe 27 octombrie 2010 la Sediul FIFA în Zürich, Elveția pentru a decide meciurile din sferturile de finală.
|  | Play-off                | Play-off                |                         |            | Sferturi                | Sferturi                |             |             | Semifinale | Semifinale |  |  | Finala                  | Finala                  |
|  | 8 December – Abu Dhabi  |                         |                         |            |                         |                         |             |             |            |            |  |  |                         |                         |
|  | Al-Wahda                | 3                       |                         |            | 11 December – Abu Dhabi | 11 December – Abu Dhabi |             |             |            |            |  |  |                         |                         |
|  | Al-Wahda                | 3                       |                         |            | 11 December – Abu Dhabi | 11 December – Abu Dhabi |             |             |            |            |  |  |                         |                         |
|  | Hekari United           | 0                       |                         |            | Al-Wahda                | 1                       |             |             |            |            |  |  |                         |                         |
|  | Hekari United           | 0                       | 15 December – Abu Dhabi |            | Al-Wahda                | 1                       |             |             |            |            |  |  |                         |                         |
|  |                         |                         |                         |            | Seongnam Ilhwa          | 4                       |             |             |            |            |  |  |                         |                         |
|  | Seongnam Ilhwa          | 0                       |                         |            | Seongnam Ilhwa          | 4                       |             |             |            |            |  |  |                         |                         |
|  | Seongnam Ilhwa          | 0                       |                         |            |                         |                         |             |             |            |            |  |  |                         |                         |
|  |                         |                         | Internazionale          | 3          |                         |                         |             |             |            |            |  |  |                         |                         |
|  |                         |                         | Internazionale          | 3          |                         |                         |             |             |            |            |  |  |                         |                         |
|  |                         |                         | 18 December – Abu Dhabi |            |                         |                         |             |             |            |            |  |  |                         |                         |
|  |                         |                         |                         |            |                         |                         |             |             |            |            |  |  |                         |                         |
|  | Internazionale          | 3                       |                         |            |                         |                         |             |             |            |            |  |  |                         |                         |
|  | Internazionale          | 3                       | 10 December – Abu Dhabi |            |                         |                         |             |             |            |            |  |  |                         |                         |
|  |                         | TP Mazembe              | 0                       |            |                         |                         |             |             |            |            |  |  |                         |                         |
|  |                         |                         | 0                       | TP Mazembe | 1                       |                         |             |             |            |            |  |  |                         |                         |
|  | 14 December – Abu Dhabi |                         |                         | TP Mazembe | 1                       |                         |             |             |            |            |  |  |                         |                         |
|  |                         | Pachuca                 | 0                       |            |                         |                         |             |             |            |            |  |  |                         |                         |
|  | TP Mazembe              | Pachuca                 | 0                       | 2          |                         |                         |             |             |            |            |  |  |                         |                         |
|  | TP Mazembe              | Meciul pentru locul 5   | Meciul pentru locul 5   | 2          |                         |                         | Finala mică | Finala mică |            |            |  |  |                         |                         |
|  |                         | Meciul pentru locul 5   | Meciul pentru locul 5   |            | Internacional           | 0                       | Finala mică | Finala mică |            |            |  |  |                         |                         |
|  | Pachuca (p)             | 2 (4)                   | Seongnam Ilhwa          | 2          | Internacional           | 0                       |             |             |            |            |  |  |                         |                         |
|  | Pachuca (p)             | 2 (4)                   | Seongnam Ilhwa          | 2          |                         |                         |             |             |            |            |  |  |                         |                         |
|  | Al-Wahda                | 2 (2)                   | Internacional           | 4          |                         |                         |             |             |            |            |  |  |                         |                         |
|  | Al-Wahda                | 2 (2)                   | Internacional           | 4          |                         |                         |             |             |            |            |  |  |                         |                         |
|  | 15 December – Abu Dhabi | 15 December – Abu Dhabi |                         |            |                         |                         |             |             |            |            |  |  | 18 December – Abu Dhabi | 18 December – Abu Dhabi |

All times are UAE Time (UTC+4)

### Play-off pentru Sferturile de finală
| Al-Wahda                      | 3 – 0  | Hekari United |
| ----------------------------- | ------ | ------------- |
| Hugo 40' Baiano 44' Jumaa 71' | Report |               |

### Sferturi de finală
| TP Mazembe | 1 – 0  | Pachuca |
| ---------- | ------ | ------- |
| Bedi 21'   | Report |         |

| Al-Wahda   | 1 – 4  | Seongnam Ilhwa Chunma                                        |
| ---------- | ------ | ------------------------------------------------------------ |
| Baiano 27' | Report | Molina 4' Ognenovski 30' Choi Sung-Kuk 71' Cho Dong-Geon 81' |

### Semifinale
| TP Mazembe                 | 2 – 0  | Internacional |
| -------------------------- | ------ | ------------- |
| Kabangu 53' Kaluyituka 85' | Report |               |

| Seongnam Ilhwa Chunma | 0 – 3  | Internazionale                      |
| --------------------- | ------ | ----------------------------------- |
|                       | Report | Stanković 3' Zanetti 32' Milito 73' |

### Meciul pentru locul cinci
| Pachuca                                  | 2 – 2 (d.p.) | Al-Wahda                      |
| ---------------------------------------- | ------------ | ----------------------------- |
| Cvitanich 82', 89'                       | Report       | Matar 44' Khamees 77'         |
| Cvitanich · López · Muñoz Mustafá · Luna | 4 – 2        | Hugo · Saeed · Jumaa · Diarra |

### Meciul pentru locul trei
| Internacional                                  | 4 - 2  | Seongnam Ilhwa Chunma |
| ---------------------------------------------- | ------ | --------------------- |
| Tinga 15' Alecsandro 27', 71' D'Alessandro 52' | Raport | Molina 84', 90+3'     |

### Finala
| TP Mazembe | 0 – 3  | Internazionale                    |
| ---------- | ------ | --------------------------------- |
|            | Raport | Pandev 13' Eto'o 17' Biabiany 85' |

## Arbitri
| Africa - Daniel Bennett Asistenți: - Evarist Menkouande - Redouane Achik Asia - Ben Williams - Yuichi Nishimura Asistenți: - Rodney Allen - Mohammadreza Abolfazli - Toshiyuki Nagi - Toru Sagara Europa - Björn Kuipers Asistenți: - Berry Simons - Sander van Roekel | America de Nord, Centrală și Caraibiană - Roberto Moreno Asistenți: - Leonel Leal - Daniel Williamson Oceania - Michael Hester Asistenți: - Jan Hendrik Hintz - Tevita Makasini America de Sud - Victor Carrillo Asistenți: - Jonny Bossio - Jorge Yupanqui |

## Cei mai buni marcatori
| Locul | Marcator            | Club                  | Goluri |
| ----- | ------------------- | --------------------- | ------ |
| 1     | Mauricio Molina     | Seongnam Ilhwa Chunma | 3      |
| 2     | Fernando Baiano     | Al-Wahda              | 2      |
| 2     | Darío Cvitanich     | Pachuca               | 2      |
| 2     | Alecsandro          | Internacional         | 2      |
| 5     | Hugo                | Al-Wahda              | 1      |
| 5     | Mahmoud Khamees     | Al-Wahda              | 1      |
| 5     | Ismail Matar        | Al-Wahda              | 1      |
| 5     | Abdulrahim Jumaa    | Al-Wahda              | 1      |
| 5     | Saša Ognenovski     | Seongnam Ilhwa Chunma | 1      |
| 5     | Choi Sung-Kuk       | Seongnam Ilhwa Chunma | 1      |
| 5     | Cho Dong-Geon       | Seongnam Ilhwa Chunma | 1      |
| 5     | Mbenza Bedi         | TP Mazembe            | 1      |
| 5     | Milota Kabangu      | TP Mazembe            | 1      |
| 5     | Dioko Kaluyituka    | TP Mazembe            | 1      |
| 5     | Dejan Stanković     | Internazionale        | 1      |
| 5     | Javier Zanetti      | Internazionale        | 1      |
| 5     | Diego Milito        | Internazionale        | 1      |
| 5     | Goran Pandev        | Internazionale        | 1      |
| 5     | Samuel Eto'o        | Internazionale        | 1      |
| 5     | Tinga               | Internacional         | 1      |
| 5     | Andrés D'Alessandro | Internacional         | 1      |